# Al-Farazdaq

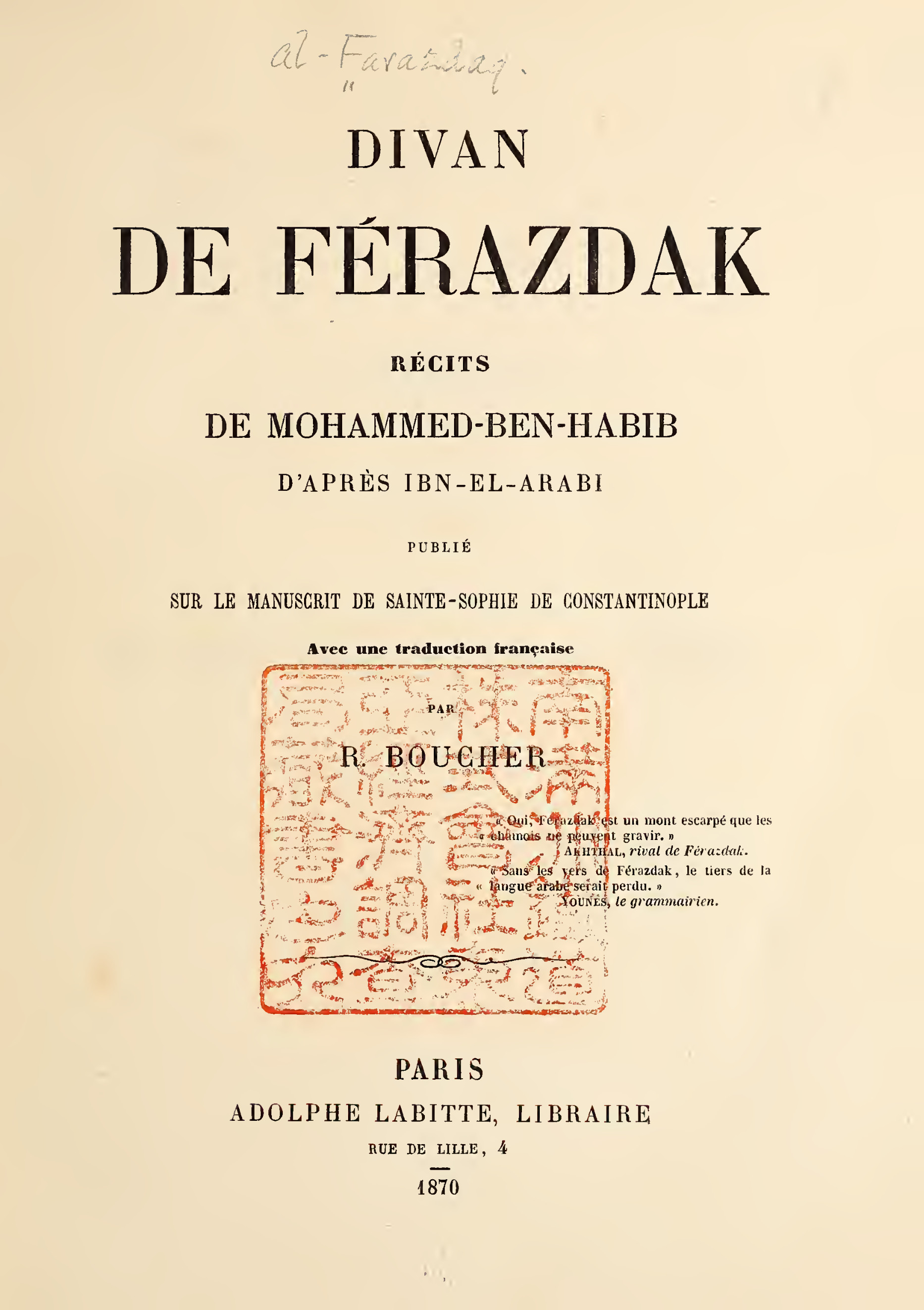
Divan de Férazdak récits de Mohammed-ben-Habib, 1870

al-Farazdaq (arabisch الفرزدق, DMG al-Farazdaq, auch Al-Farasdak, Nasab Hammam ibn Ghalib ibn Saʿsaʿa / همام بن غالب بن صعصعة / Hammām b. Ġālib b. Ṣaʿṣaʿa; * ca. 640; † 728) war ein arabischer Dichter.
al-Farazdaq wirkte am Hof der Umayyaden in Damaskus, wo zu dieser Zeit auch andere berühmte Dichter wirkten. Gemeinsam mit seinen Berufsgenossen al-Achtal und Dscharir schuf al-Farazdaq das Genre der Streitgedichte (Naqā'id), in denen andere Dichter geschmäht wurden. Formal waren es Gedichte mit festem Metrum und Reim. Als Stilmittel kamen Wortspiele, Sarkasmus und Selbstlob zum Einsatz. Al-Achtal und al-Farazdaq waren hierbei gegen Dscharir „verbündet“. Ziel der Naqā'id war aber auch die Unterhaltung der umayyadischen Gönner der Dichter. Die Fehde zwischen al-Farazdaq und Dscharir währte 40 Jahre lang und Dscharir soll daran solchen Gefallen gefunden haben, dass er nach al-Farazdaqs Tod die Freude am Dasein verlor und starb.
Eine weitere Gattung, in der al-Farazdaq tätig war, waren die Kassiden, wobei al-Farazdaq Kassiden im Unterschied zu denen seiner zwei Dichterkollegen keinen Nasīb (erotische Einleitung) aufwiesen.
In späterer Zeit fand al-Farazdaq selbst Eingang in (fiktive) Erzählungen.